# Cheick Doucouré
Cheick Oumar Doucouré (Bamako, Malí, 8 de enero de 2000) es un futbolista maliense. Su posición es la de mediocampista y su club es el Crystal Palace F. C. de la Premier League de Inglaterra.

## Trayectoria
Llegó al equipo filial del R. C. Lens en 2018 y logró debutar en el primer equipo el 27 de julio del mismo año en un partido de Ligue 2 ante el U. S. Orléans, Doucouré arrancó como titular y salió de cambio al minuto 72', su equipo terminó ganando el encuentro por marcador de 0-2.
El 19 de diciembre de 2019 se hizo oficial su renovación de contrato con el club hasta 2024.
El 11 de julio de 2022 fue traspasado al Crystal Palace F. C., equipo con el que firmó un contrato de cinco años.

## Selección nacional

### Sub-17
Fue convocado a la Copa Mundial de Fútbol Sub-17 de 2017 que se disputó en la India en donde tuvo participación en todos los encuentros y ayudó a su país a conseguir el cuarto lugar de dicha competencia.

### Selección absoluta
El 6 de octubre de 2018 fue convocado por primera vez a la selección absoluta de Malí. Hizo su debut oficial con la selección mayor el 17 de noviembre del mismo año en un partido de la clasificación para la Copa Africana de Naciones de 2019 ante Gabón arrancando como titular y saliendo de cambio al minuto 73' en la victoria de su equipo por 1-0.

### Participaciones en selección
| Torneo                         | Categoría | Sede   | Resultado        | Partidos | Goles |
| ------------------------------ | --------- | ------ | ---------------- | -------- | ----- |
| Copa Mundial 2017              | Sub-17    | India  | Cuarto lugar     | 7        | 0     |
| Copa Africana de Naciones 2019 | Absoluta  | Egipto | Octavos de final | 1        | 0     |

## Estadísticas

### Clubes
Actualizado al último partido jugado el 15 de enero de 2025.
| R. C. Lens Francia | 2.ª           | 2018-19       | 31  | 2 | 4  | 0 | - | - | 35  | 2 | 0,05 |
| R. C. Lens Francia | 2.ª           | 2019-20       | 21  | 1 | 3  | 0 | - | - | 24  | 1 | 0,04 |
| R. C. Lens Francia | 1.ª           | 2020-21       | 33  | 2 | 2  | 2 | - | - | 35  | 4 | 0,11 |
| R. C. Lens Francia | 1.ª           | 2021-22       | 34  | 1 | 3  | 0 | - | - | 37  | 1 | 0,03 |
| R. C. Lens Francia | Total         | Total         | 119 | 6 | 12 | 2 | 0 | 0 | 131 | 8 | 0,07 |
| Crystal Palace F. C. Inglaterra | 1.ª           | 2022-23       | 34  | 0 | 1  | 0 | - | - | 35  | 0 | 0    |
| Crystal Palace F. C. Inglaterra | 1.ª           | 2023-24       | 11  | 0 | 1  | 0 | - | - | 12  | 0 | 0    |
| Crystal Palace F. C. Inglaterra | 1.ª           | 2024-25       | 13  | 0 | 1  | 0 | - | - | 14  | 0 | 0    |
| Crystal Palace F. C. Inglaterra | Total         | Total         | 58  | 0 | 3  | 0 | 0 | 0 | 61  | 0 | 0    |
| Total carrera | Total carrera | Total carrera | 177 | 6 | 15 | 2 | 0 | 0 | 192 | 8 | 0,04 |
| (1) Incluye datos de Copa de la Liga de Francia, Copa de Francia, FA Cup y Copa de la Liga de Inglaterra. (2) Incluye datos de Liga Europa de la UEFA. (3) No incluye goles en partidos amistosos. |               |               |     |   |    |   |   |   |     |   |      |

### Selección nacional
Actualizado al último partido jugado el 1 de septiembre de 2021.
| Selección     | Año   | Eliminatorias | Eliminatorias | Eliminatorias | Continental(1) | Continental(1) | Continental(1) | Mundial(2) | Mundial(2) | Mundial(2) | Amistosos | Amistosos | Amistosos | Total | Total | Total  | Media goleadora |
| Selección     | Año   | Part.         | Goles         | Asist.        | Part.          | Goles          | Asist.         | Part.      | Goles      | Asist.     | Part.     | Goles     | Asist.    | Part. | Goles | Asist. | Media goleadora |
| ------------- | ----- | ------------- | ------------- | ------------- | -------------- | -------------- | -------------- | ---------- | ---------- | ---------- | --------- | --------- | --------- | ----- | ----- | ------ | --------------- |
| Absoluta Mali |       |               |               |               |                |                |                |            |            |            |           |           |           |       |       |        |                 |
| 2018          | —     | —             | —             | 1             | 0              | 0              | —              | —          | —          | —          | —         | —         | 1         | 0     | 0     | 0      |                 |
| 2019          | —     | —             | —             | 1             | 0              | 0              | —              | —          | —          | 3          | 0         | 0         | 4         | 0     | 0     | 0      |                 |
| 2020          | —     | —             | —             | 1             | 0              | 0              | —              | —          | —          | 1          | 0         | 0         | 2         | 0     | 0     | 0      |                 |
| 2021          | 1     | 0             | 0             | —             | —              | —              | —              | —          | —          | —          | —         | —         | 1         | 0     | 0     | 0      |                 |
| Total         | 1     | 0             | 0             | 3             | 0              | 0              | 0              | 0          | 0          | 4          | 0         | 0         | 8         | 0     | 0     | 0      |                 |
| Total         | Total | 1             | 0             | 0             | 3              | 0              | 0              | 0          | 0          | 0          | 4         | 0         | 0         | 8     | 0     | 0      | 0               |

## Palmarés

### Títulos nacionales
| Título | Club                 | País       | Año  |
| ------ | -------------------- | ---------- | ---- |
| FA Cup | Crystal Palace F. C. | Inglaterra | 2025 |